# Lopatanj
Lopatanj (em cirílico: Лопатањ) é uma vila da Sérvia localizada no município de Osečina, pertencente ao distrito de Kolubara. A sua população era de 1.123 habitantes segundo o censo de 2011.

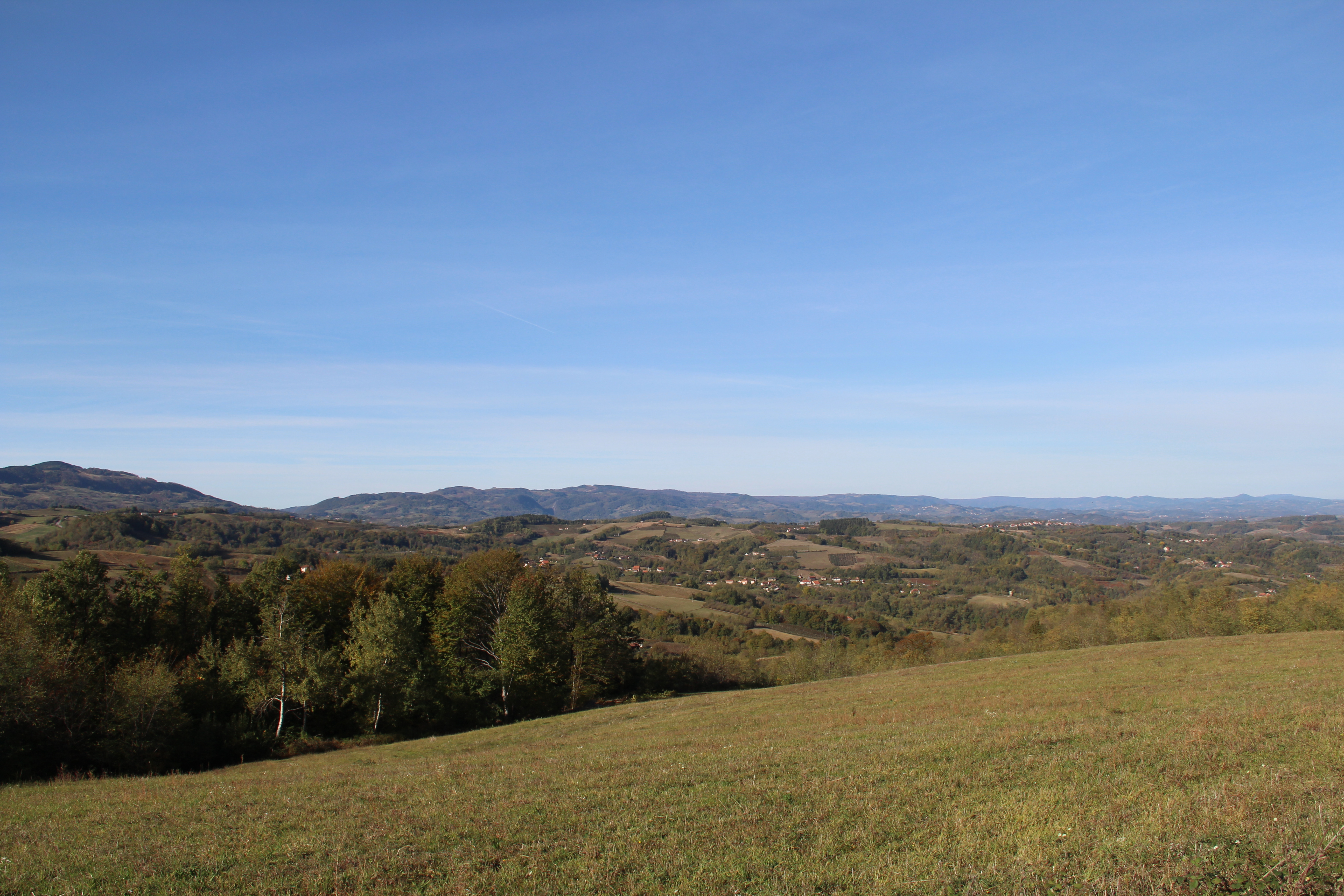
Lopatanj - panorama
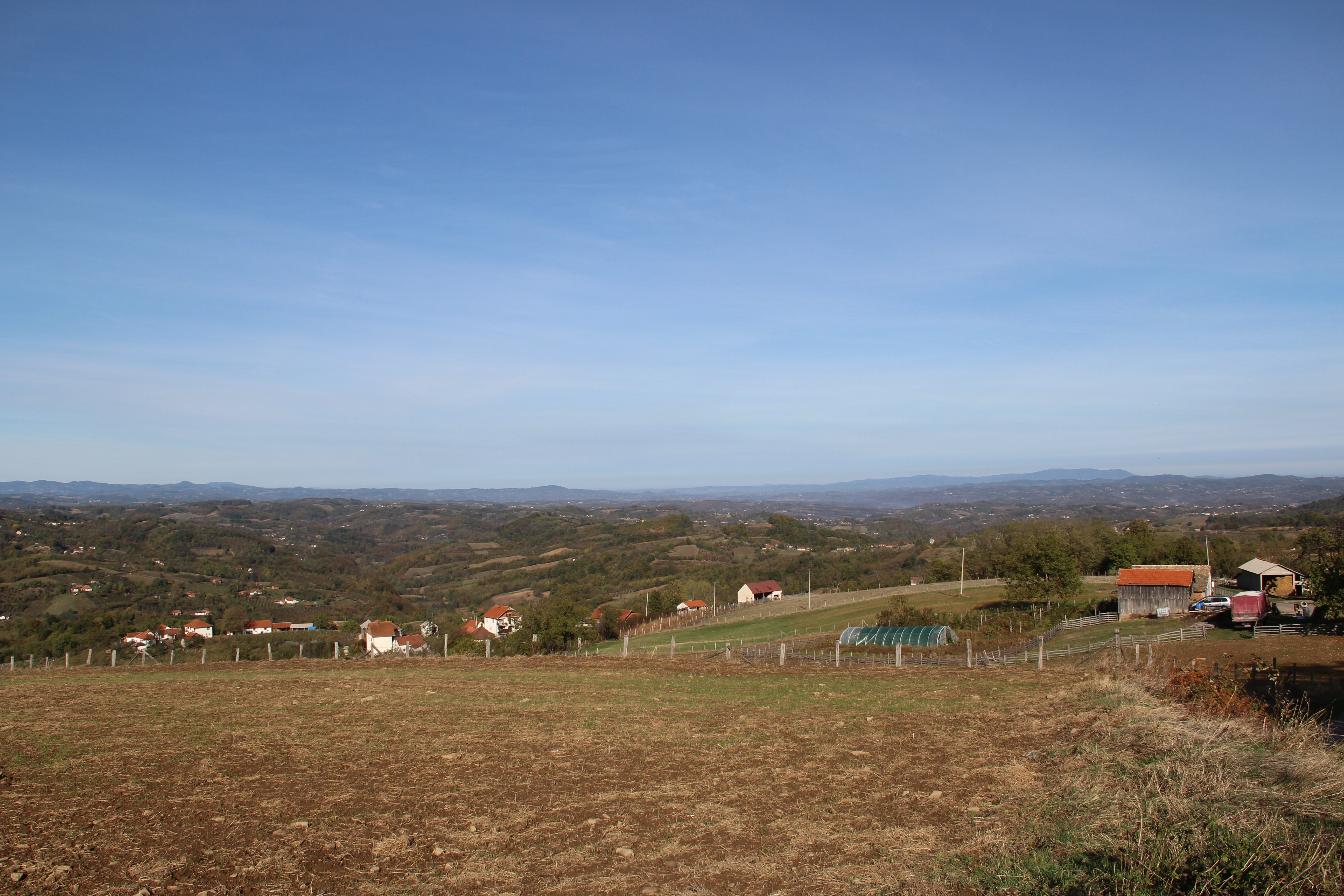
Lopatanj - panorama
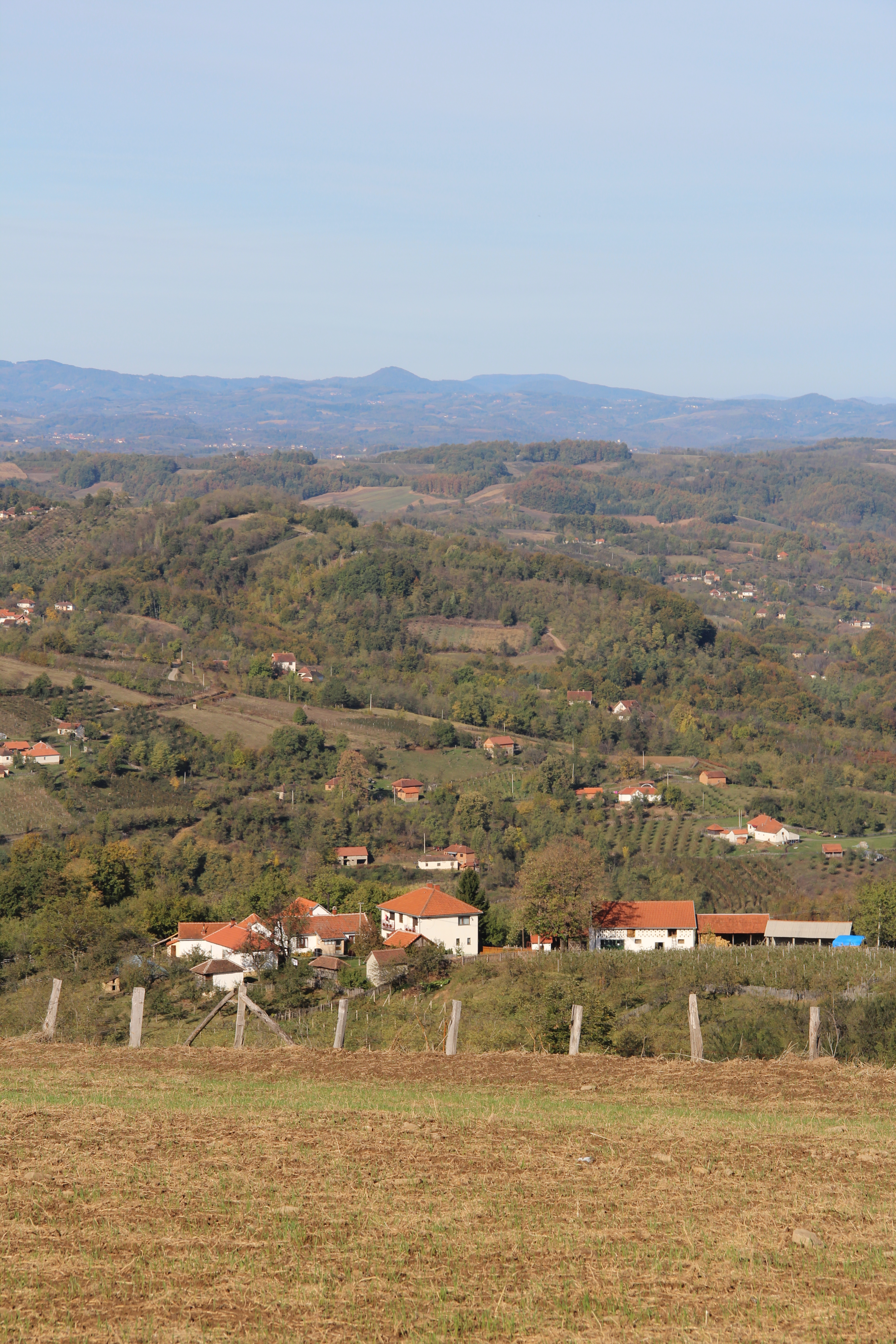
Lopatanj - panorama
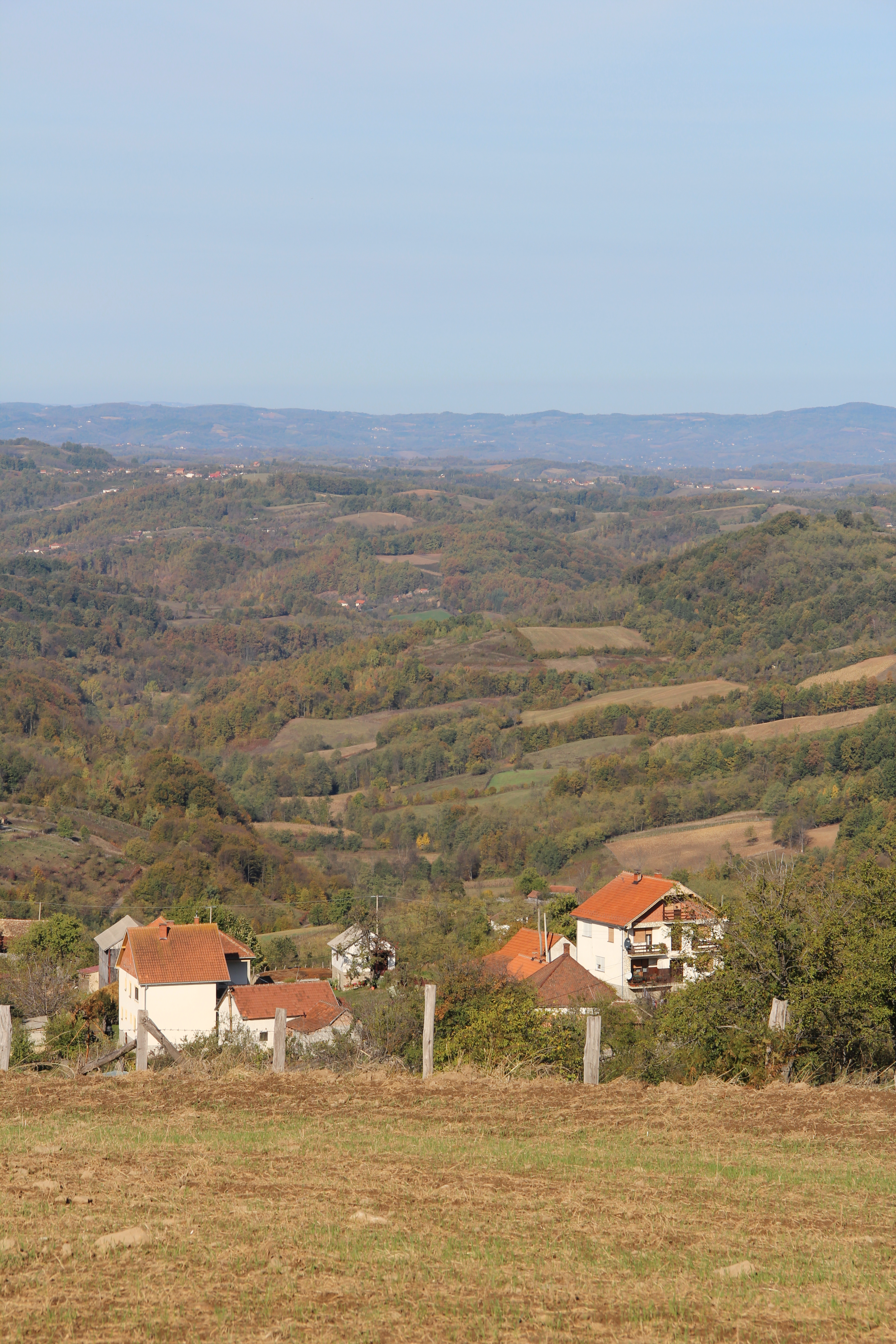
Lopatanj - panorama
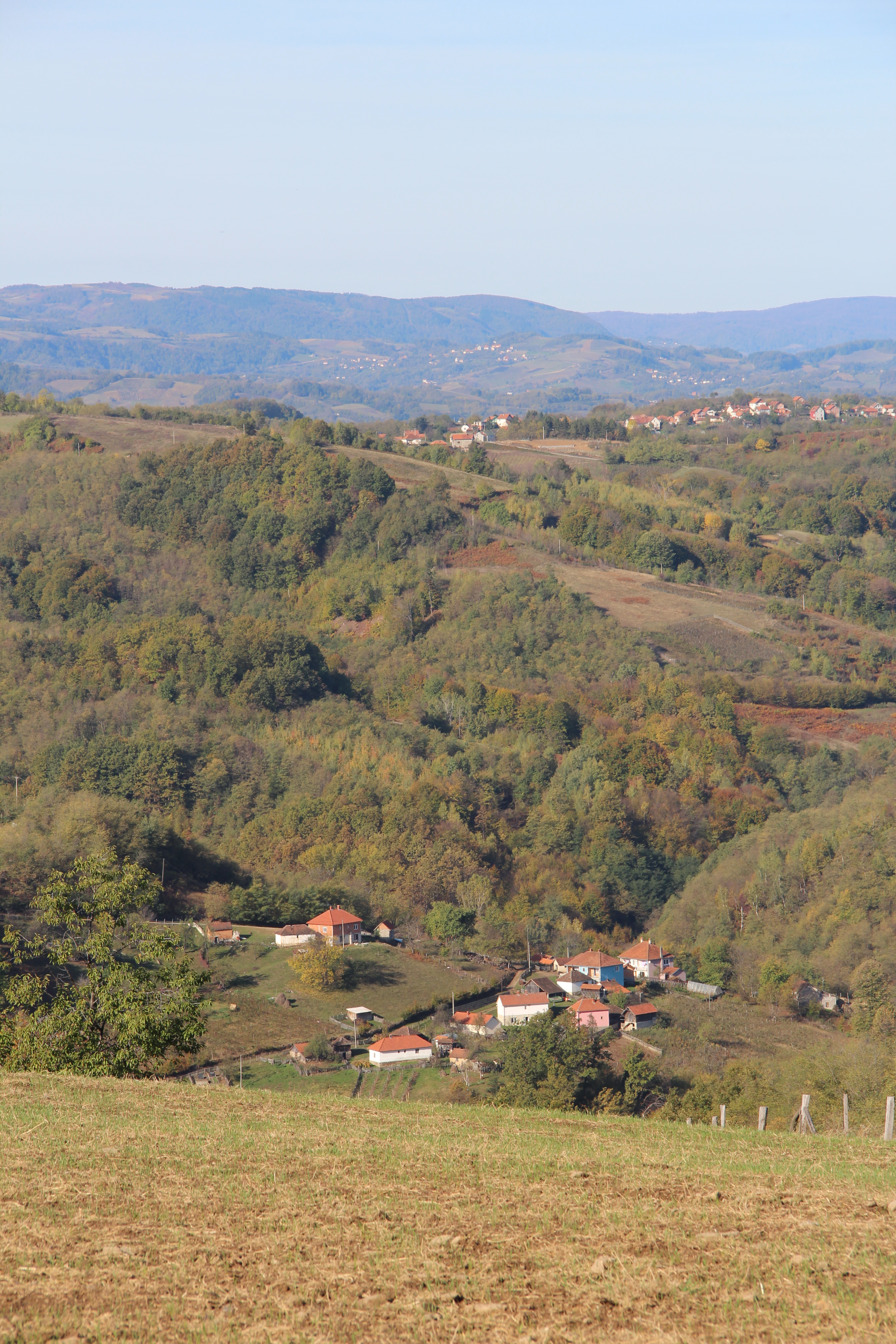
Lopatanj - panorama
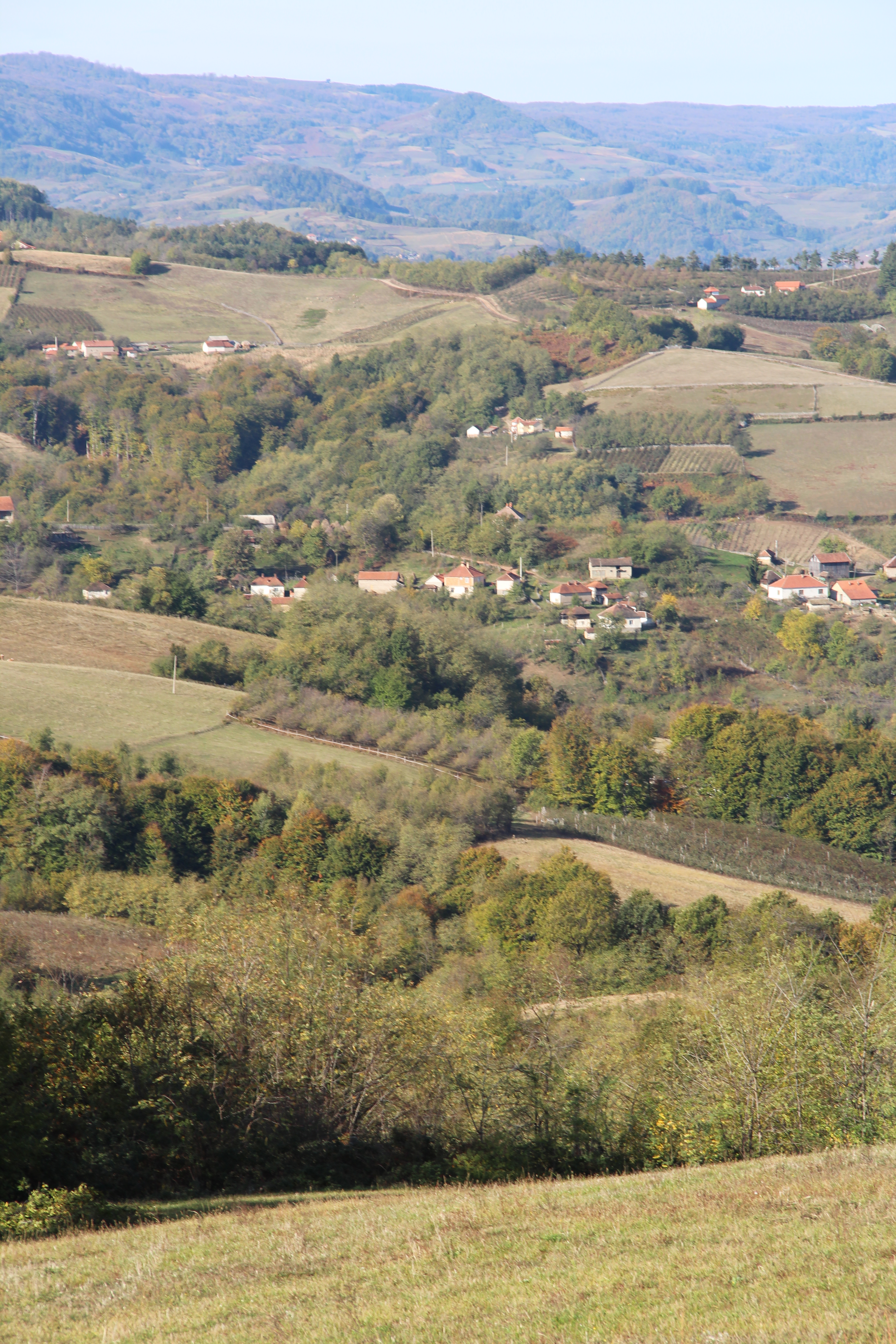
Lopatanj - panorama
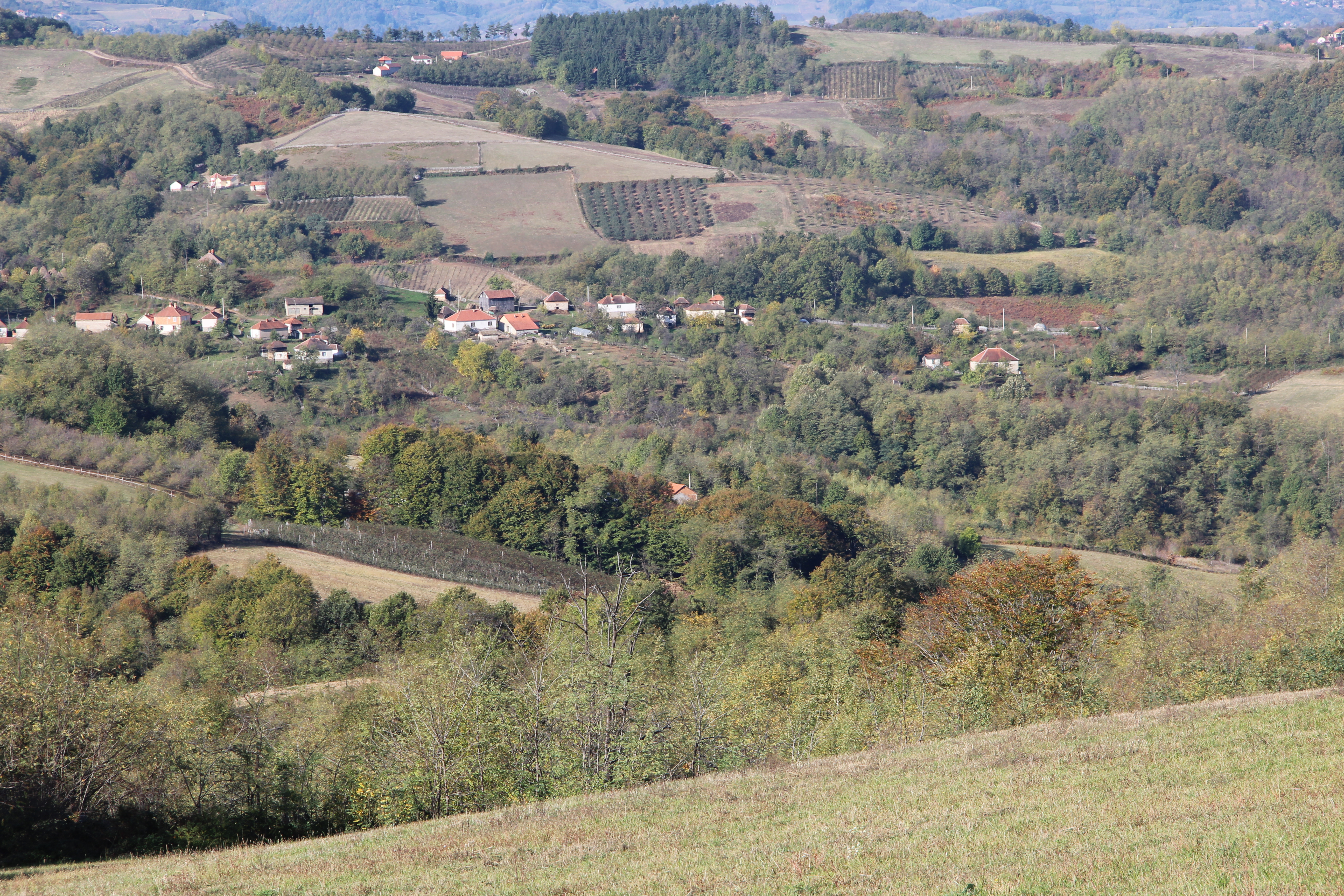
Lopatanj - panorama
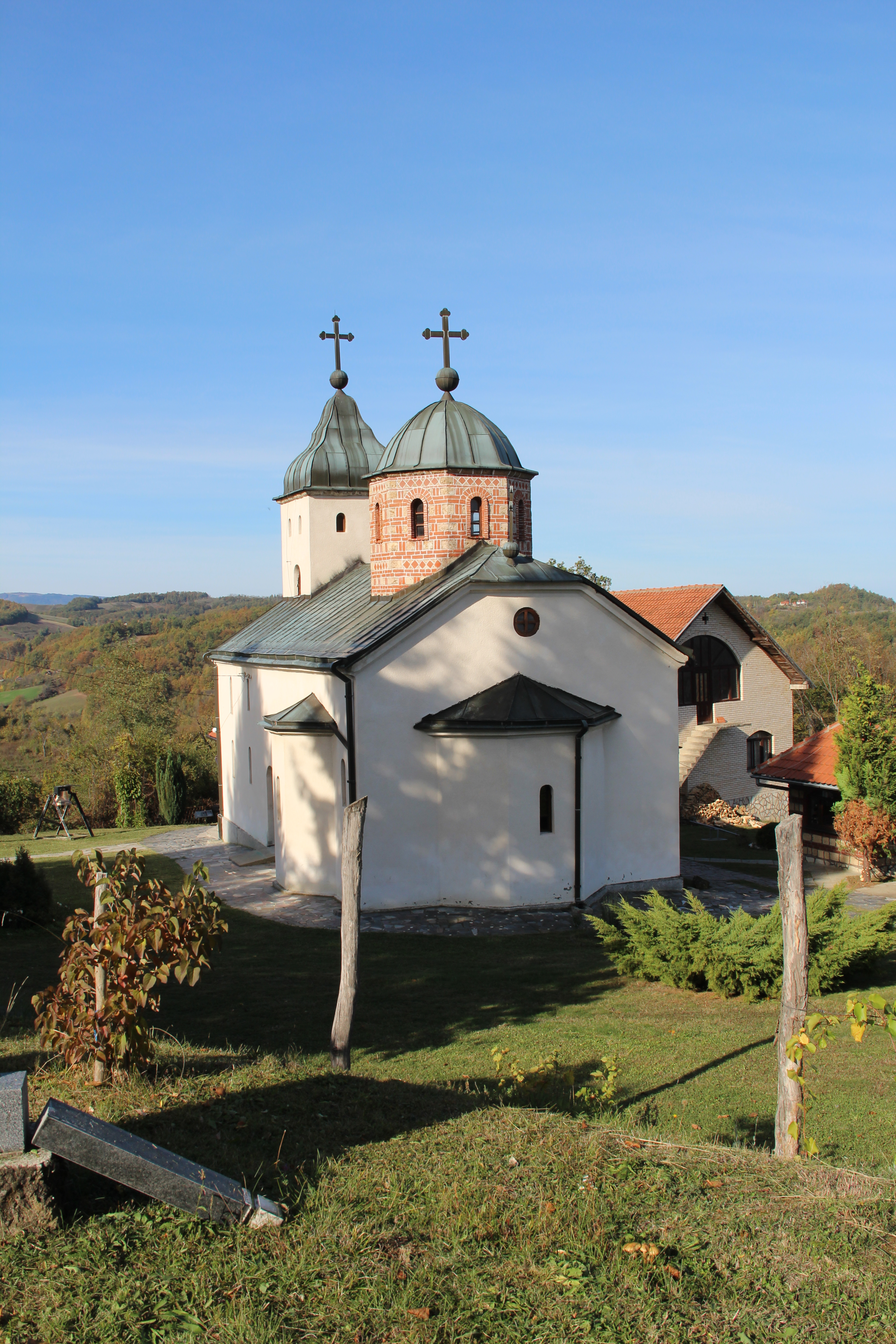
Lopatanj - Igreja de São Lucas

## Demografia
| 1948  | 1953  | 1961  | 1971  | 1981  | 1991  | 2002  | 2011  |
| ----- | ----- | ----- | ----- | ----- | ----- | ----- | ----- |
| 2 146 | 2 140 | 2 064 | 1 881 | 1 632 | 1 483 | 1 330 | 1 123 |